# فرینگدون، همپشر
فرینگدون (به انگلیسی: Farringdon) یک روستا و محله مدنی در بریتانیا است که در ایست همپشر واقع شده‌است. فرینگدون ۶۶۴ نفر جمعیت دارد.